# Јово Звицер
Јован Звицер Јово (Тоспуде, код Никшића, 8. јануар 1914 — 1943), учесник Народноослободилачке борбе и народни херој Југославије.

## Биографија
Рођен је 18. јануара 1914. године у селу Тоспуде, код Никшића. Четири разреда основне школе завршио је у родном селу. Због лоших материјалних услова његове породице, није наставио школовање, већ је од најмлађих дана ишао у најамни рад код имућних сељака. Касније је напустио родно место и отишао у Боку которску, где је изучио пекарски занат и радио код приватника, све до априла 1941. године. Радећи у Боки, преко УРС-ових синдиката се повезао са напредним радницима и често активно учествује у спровођењу задатака Партије.
После окупације Краљевине Југославије, априла 1941. године, Јован се с фронта, код Скадра, вратио кући у родно село. Јула 1941. године приступио је у прве устаничке Одреде, а у јесен 1941. године постао је борац Ловћенског партизанског одреда. Као добровољац, ушао је усастав Црногорско-санџачког НОП одреда, са којим је учествовао у нападу на Пљевља, 1. децембра 1941. године, када је показао велику храброст.
После битке за Пљевља, вратио се у Ловћенски НОП одред и учествао у многим борбама. У пролеће 1942. године, када је почело повлачење главнине партизанских снага из Црне Горе, налазио се међу борцима Одреда који су пошли у Босну. Када је 11. јуна 1942. године формирана Четврта пролетерска црногорска НОУ бригада, Јово је постао борац њеног Другог батаљона. Као бомбаш и пушкомитраљезац, а касније десетар и командир вода, истакао се у многим борбама бригаде. а члана Комунинстичке партије Југославије примљен је 1943. године.
У време похода пролетерских бригада у Босанску Крајину, јун-јул 1942. године, нарочито се истакао у нападу на Хаџиће, када је пушкомитраљезом убио велики број усташа и извукао рањеног друга. За показану храброст похвалио га је штаб Четврте пролетерске бригаде. У борби за Ливно, децембра 1942. године, Јово се посебно истакао. Његов Други батаљон је ушао у град, пре него што је пала спољна одбрана. Нашавши се у центру града, опкољени усташама, партизани су водили огорчене борбе. У једном тренутку, када је партизанима понестало муниције, Јово је са групом бораца, под непријатељском ватром, појурио према запаљеним колима, и из те буктиње извукао муницију и два митраљеза.
Јово Звицер је погинуо 2. марта 1943. године, у борбама на Вилића гувну, када су се борци Другог батаљона Четврте пролетерске бригаде, борили против десетоструко јачег непријатеља, да би спасили рањенике Централне болнице у Прозорској котлини. После седам часова борбе, која се водила прса у прса на снежним бреговима, Немци су били одбачени. Ова борба, заједно с подухватима код Горњег Вакуфа, на Иван-седлу и Неретви, тих дана је одлучила судбину рањеника. Од малобројног Другог батаљона, осамдесет бораца је погинуло, међу којима и Јово Звицер.
За овај велики успех, Четврту пролетерску бригаду похвалио је Врховни командант НОВ и ПОЈ Јосип Броз Тито. У похвали пише: „За ово беспримјерно херојство бораца Четврте црногорске пролетерске бригаде, а нарочито Другог батаљона, изражавам им своје признање и дубоку захвалност“. Два брата Јована Звицера су такође погинула током Народнослободилачке борбе.
Одлуком председника Федеративне Народне Републике Југославије Јосипа Броза Тита, 27. новембра 1953. године, проглашен је за народног хероја.